# Theorie der wirtschaftlichen Entwicklung
Die Theorie der wirtschaftlichen Entwicklung ist ein wirtschaftswissenschaftliches Werk des österreichisch-deutsch-amerikanischen Ökonomen Joseph Schumpeter. Es erschien zuerst 1911. Das Werk gehört zu den bekanntesten Werken der Wirtschaftswissenschaften des 20. Jahrhunderts. Schumpeter veröffentlichte das Werk im Alter von 28 Jahren als Professor in Graz. Es fand viel Anerkennung und machte den jungen Autor in der Fachwelt bekannt.
1926 erschien eine überarbeitete und gekürzte Ausgabe, die bis heute mehrfach wieder aufgelegt wurde. Hier wurde das wichtige zweite Kapitel komplett überarbeitet und das siebte Kapitel Das Gesamtbild der Volkswirtschaft gestrichen. Der Titel wurde erweitert, vor allem mit dem Zweck, dem Missverständnis entgegenzuwirken, es handele sich um ein Buch über Wirtschaftsgeschichte.

## Kerngedanke
Im Gegensatz zum wirtschaftswissenschaftlichen Mainstream, der sich vorwiegend mit Marktgleichgewichten beschäftigte, sah Schumpeter kapitalistische Märkte prinzipiell im Ungleichgewicht. Ähnlich wie Karl Marx, dessen wissenschaftliche Leistung Schumpeter zeitlebens hoch schätzte, erklärte er die Dynamik der kapitalistischen Entwicklung aus sich selbst heraus.
Oft aufgegriffen und zitiert wird das Kernstück des Buches, die Beschreibung des Wesens und der Bedeutung unternehmerischer Innovation als Durchsetzung neuer Kombinationen von Produktionsfaktoren. Die Schlüsselrolle in der wirtschaftlichen Dynamik spielen die Pionierunternehmer, die nach neuen Kombinationen suchen und diese – auch gegen Widerstände – umsetzen („dynamischer Unternehmer“).
Schumpeter unterscheidet fünf Fälle neuer Kombinationen:
- Produktion eines neuen Gutes oder einer neuen Qualität eines Gutes,
- Einführung einer neuen Produktionsmethode,
- Erschließung eines neuen Absatzmarktes,
- Eroberung neuer Bezugsquellen von Rohstoffen oder Halbfabrikaten,
- Neuorganisation der Marktposition, z. B. Schaffung oder Durchbrechung eines Monopols.

„Neue Kombinationen“ (später heißt es „Innovationen“) können unter
Anderem eine „Andersverwendung des Produktionsmittelvorrats der Volkswirtschaft“ sein, das heißt, dass Anderes oder anders produziert und vertrieben wird. Später hat Schumpeter diesen Prozess der Durchsetzung von neuen Kombinationen im Hinblick darauf, dass er eingespielte Praktiken in der Arbeitswelt verdrängt, als „schöpferische Zerstörung“ bezeichnet.
Unternehmer ist nach Schumpeter nur der, der eine neue Kombination (Innovation) durchsetzt. Die Prämie für die Neuerung stellt der Unternehmergewinn dar. Der innovative Unternehmer erzielt zunächst einen Monopolgewinn, der Nachahmer auf den Plan ruft, so dass die Gewinnspanne mit der Zeit dem Wettbewerb zum Opfer fällt. Wenn er Unternehmer bleiben will, muss er weiter nach neuen Kombinationen suchen. Die Funktion des Kapitalisten ist es hingegen, Kapital in Form des Kredits zur Verfügung zu stellen, für das er einen Kapitalzins erhält; er trägt auch das finanzielle Risiko. Vom dynamischen Unternehmer grenzt Schumpeter den „Wirt schlechtweg“ ab; das ist der Unternehmer, der in traditioneller Weise, ohne „neue Kombinationen“ durchzusetzen, mit einem konkurrenzüblichen Normalgewinn wirtschaftet.
Bei der Beschreibung der Motivation des Unternehmers benutzt Schumpeter eher psychologische als ökonomische Kategorien. Der Traum und der Wille, ein privates Reich zu gründen, Siegerwille und Freude am Gestalten trieben den Unternehmer an, nicht Bedürfnisbefriedigung, Nutzenkalkül oder Gier.

## Inhaltsübersicht des Buches
Während Schumpeter im ersten Kapitel das Wirtschaftsleben als statisches Gleichgewicht bzw. Kreislauf schildert – „in jahraus jahrein wesentlich gleicher Bahn“, beschäftigt er sich im zweiten Kapitel mit dem Phänomen und den Konsequenzen der wirtschaftlichen Entwicklung, unter der Schumpeter echte Neuerungen versteht. Entwicklung bedeutet Ausbrechen aus gewohnten Bahnen, spontane und diskontinuierliche Änderungen, die sich nicht äußeren Anstößen verdanken oder aus quantitativen Änderungen ergeben.
Diese Innovationen gewinnen Gestalt in neuen Produkten, neuen Produktionsmethoden oder Geschäftsmodellen, der Erschließung neuer Absatzmärkte oder Rohstoffquellen sowie neuen Organisationsformen. Entscheidend sind laut Schumpeter hierbei nicht die Ideen und Konzepte an sich, sondern die Durchsetzung der neuen Kombination von Produktionsmitteln. Hierbei komme es auf dreierlei an: den richtigen „Blick“, die Intuition, da es für das Neue keine vorhandenen Daten oder Handlungsregeln gibt, sodann die innere Freiheit und Energie, sich vom Gewohnten abzustoßen, und schließlich die Fähigkeit, vielfältigste Widerstände zu überwinden. Diese Fähigkeiten und ihre Wirkung auf andere, nicht aber der bloße Eigentümerstatus, die entsprechende Risikoübernahme oder die Machtbefugnis machen für Schumpeter den Unternehmer (wie auch Führerschaft im Allgemeinen) aus. Insgesamt ist die Unternehmerfunktion „das eigentliche Grundphänomen der wirtschaftlichen Entwicklung“.
Aus diesen Zusammenhängen ergeben sich – wie Schumpeter im weiteren Verlauf des Werkes darlegt – die weiteren Aspekte und Faktoren wie Kredit und Kapital (3. Kapitel), der Unternehmergewinn oder Mehrwert (4. Kapitel), der Kapitalzins (5. Kapitel) und der Zyklus der Konjunktur (6. Kapitel), aber auch „der Auftrieb und das Sinken der kapitalistischen Welt“, die Schumpeter zum Gegenstand seines Buches Kapitalismus, Sozialismus und Demokratie machte.

## Erklärung des Konjunkturzyklus
Schumpeter erklärt den Konjunkturzyklus aus der Störung des Marktgleichgewichts durch das scharenweise Auftreten innovativer Unternehmer (im Aufschwung ziehen erfolgreiche Pionierunternehmer andere nach sich). In dessen Verlauf führt das zur Aufzehrung des Unternehmergewinns. Es kommt zum Abschwung, das heißt zur Anpassung der Volkswirtschaft an das Neue mit Preisverfall und Kreditdeflation und schließlich zu einem neuen Gleichgewicht.

## Rezeption
Heute gilt Schumpeters Buch als Klassiker; die zeitgenössische Rezeption war allerdings hauptsächlich kritisch. Schumpeters Lehrer Eugen von Böhm-Bawerk kritisierte die Definition der Begrifflichkeit als „widerspruchsvoll nach Bedarf abwechselnd weit und wieder eng“, lehnte die Kapitaltheorie und insbesondere die im Buch vertretene Zinstheorie ab. Schumpeters Ansicht von der Existenz „zinsloser Phasen“ im Wirtschaftsprozess sei empirisch widerlegt, die Vorstellung vom Zins als Produkt des Unternehmergewinnes sei falsch. Trotzdem bezeichnete Böhm-Bawerk in seiner Rezension Schumpeter als „feinen theoretischen Kopf“.

## Ausgaben
- Theorie der wirtschaftlichen Entwicklung, Berlin 1911; Neuausgabe hrsg. von Jochen Röpke und Olaf Stiller, Berlin 2006.
- Zweite, gekürzte und überarbeitete Ausgabe 1926 unter dem Titel Theorie der wirtschaftlichen Entwicklung. Eine Untersuchung über Unternehmergewinn, Kapital, Kredit, Zins und den Konjunkturzyklus